# Дискография Смоки Мо
Дискография Смоки Мо включает в себя девять сольных альбомов, один совместный с Бастой, несколько синглов, четыре микстейпа, множество совместных работ.

## Студийные альбомы

### Сольные альбомы
- 2004 — «Кара-Тэ»
- 2006 — «Планета 46»
- 2010 — «Выход из темноты»
- 2011 — «Время Тигра»
- 2013 — «Младший»
- 2017 — «День третий»
- 2018 — «День первый»
- 2019 — «Белый блюз»
- 2019 — «Стейкхаус»
- 2022 — «TripSet»

### Совместные альбомы
- 2015 — «Баста / Смоки Мо» (совместно с Бастой)
- 2023 — «Смоки Мо/Гуф» (совместно с Гуфом)

### Альбомы ремиксов
- 2014 — «Кара-Тэ (10 лет спустя)»

### Мини-альбомы
- 2020 — «Super Mario»

## Микстейпы
- 2009 — Saint P Phenomen (совместно c DJ Nik-One)
- 2009 — «200 лет спустя» (совместно c V-Style)
- 2016 — «Доспехи Бога» (совместно c Zloi Negr)
- 2017 — «Доспехи Бога 2» (совместно c Zloi Negr)

## Сборники
- 2014 — «Газгольдер» (совместно с артистами Gazgolder)
- 2015 — «Gazgolder. К тебе» (совместно с артистами Gazgolder)
- 2015 — «Баста+ 2015» (совместно с артистами Gazgolder)

## Синглы
Как основной артист
- 2003 — «Ноздри»
- 2004 — «Пулевые поводы»
- 2004 — «Агенты» (уч. Ассаи)
- 2005 — «Человек и эхо»
- 2005 — «Молла»
- 2008 — «Баллистика» (уч. Эйсик)
- 2011 — «Шорох в кустах» (уч. DJ Nik-One)
- 2012 — «Фанатик» (OST «Камень»)
- 2012 — «На своей волне» (уч. Алексей Ромео)
- 2012 — «Было и было»
- 2012 — «Дымный Мо»
- 2012 — «Тост за Свободу» (уч. Баста, Артём Татищевский, Словетский)
- 2013 — «Бабочки» (уч. Глюк’oZa)
- 2013 — «Зелёный театр» (уч. Баста, «АК-47», Словетский, «Триагрутрика», Tati & QП)
- 2014 — «Приглашение в Зелёный Театр 2014» (уч. Баста, Тати)
- 2014 — «Каменные цветы» (уч. Баста, Елена Ваенга)
- 2014 — «У бакалей»
- 2015 — «Финальный матч» (Официальный гимн «Матч ТВ»; совместно с Баста)
- 2017 — «Потерянный рай»
- 2017 — «Just Do It» (уч. Kizaru)
- 2017 — «Ни капли не жаль»
- 2018 — «Никотин» (уч. Lil Kate)
- 2018 — «Cypher» (уч. Miles, VityaBoVee, Sawyer, Браги, N’rage, Paragrin)
- 2018 — «#ВидаЛока»
- 2018 — «Cypher 2» (уч. Paragrin, Miles, VityaBoVee, N’rage, Sawyer)
- 2019 — «Триггер» (уч. Lil Kate)
- 2019 — «Мозиарти»
- 2019 — «Дважды»
- 2019 — «Август» (уч. Ксения Минаева)
- 2019 — «Яд» (уч. Lil Kate)
- 2019 — «Лучший план»
- 2019 — «Тишина»
- 2020 — «Алая» (уч. Lil Kate)
- 2020 — «Лирический дилер»
- 2020 — «Камасутра (Demo)»
- 2020 — «Santana» (уч. LUCAVEROS)
- 2020 — «BANG BANG» (уч. Guf)
- 2020 — «Hanana» (уч. Витя АК)
- 2020 — «YeYeYo»

Как приглашённый артист
- 2009 — «Игра в реальную жизнь» (DJ Nik-One при уч. Смоки Мо, Tony P)
- 2009 — «Hustle» / «Крутиться» (Лион при уч. Смоки Мо)
- 2009 — «Всё ровно» (DJ Nik-One при уч. Смоки Мо, Джиган)
- 2010 — «Фон» (Зануда при уч. Смоки Мо, Дым, D.masta)
- 2011 — «Hardcore» (Рем Дигга при уч. Смоки Мо)
- 2013 — «One Love» («Чаян Фамали» при уч. Смоки Мо)
- 2017 — «Локоны» (Lil Kate при уч. Смоки Мо)
- 2020 — «Шар» (Баста при уч. Смоки Мо)

## Участие
- 2004 — «Нет волшебства» (альбом группы Krec): Песня 11. «Антон».
- 2005 — «Солнечное сплетение» (альбом Эйсика): Песни 03. «Баллистика», 09. «Раскалённые небеса».
- 2005 — «Эврика» (альбом группы Umbriaco): Песни 03. «Берегите тачку».
- 2005 — «Кипеш» (совместный альбом Змея и группы «Грани»): Песня «14. В штыки».
- 2006 — Inferno. Выпуск 1 (альбом Кажэ Обоймы): Песня «04. Порочный круг».
- 2006 — «Баллистика» (совместный сборник Эйсика и DJ Illz): Песня «02. Баллистика (Rmx Screw)».
- 2008 — MosVegas 2012 (альбом Децла): Песня «07. Сладкий туман».
- 2008 — «Быль в глаза» (альбом группы «Каста»): Песня «07. Истина где-то рядом».
- 2008 — Poetry Nights (микстпейп DJ Nik-One): Песня «09. Смоки».
- 2008 — «Эфир в норме» (альбом группы Centr): Песня «12. Трафик».
- 2008 — White Star (альбом D.masta): Песни «11. Плохая сука», «12. Тебе не надо проблем».
- 2009 — «Сухое горючее» (альбом группы «Песочные люди»): Песня «10. Кто сказал».
- 2009 — «Тёплый» (альбом Ноггано): Песня «10. Городское стерео».
- 2009 — «Снежная сказка» (альбом Bad Santa): Песни «05. Прогноз погоды от Смоки Мо», «06. Плохой санта», «10. Летай со мной».
- 2009 — «Отражение» (альбом Check’a): Песня «10. Возрождение».
- 2009 — «Холодно» (альбом Slim’а): Песня «15. Шоу продолжается».
- 2009 — Looney Tunez (микстейп Меззы Морты и DJ Nik-One): Песня «25. Shootout from».
- 2009 — The Most Dangerous LP (альбом Кажэ Обоймы): Песня «16. Проснись».
- 2009 — Star Track (микстейп D.masta): Песня «26. Фон».
- 2009 — «Провокация» (микстейп группы «П-13» памяти МС Молодого): Песни «04. Я знаю людей, 11. Камень, ножницы, бумага».
- 2009 — «Питер порвёт, Москва порешает» (микстейп Крипла) Песня «02. Сэйнт Пи».
- 2010 — «Баста 3» (альбом Басты): Песня «15. Один».
- 2010 — Fresh Boys Tape (альбом Fresh Boy’я): Песня «02. Город рок».
- 2010 — 5.1 (совместный альбом 5Плюх и DJ Nik-One): Песни «10. Одна Любовь», «11. Гол», 14. «Сколько жизней».
- 2010 — 2010 (альбом группы V-Style): Песня «07. Джунгли».
- 2010 — «Твой любимый рэппер» (сборник D.masta): Песня «Фон».
- 2010 — «Войны света vol. 2» (сборник GLSS): Песня «11. В мясо».
- 2010 — «Папиросы» (альбом Зануды): Песня «7. Фон».
- 2010 — «Архангел» (альбом Витька): Песня «18. Будь в курсе».
- 2010 — «Завтрак для улиц» (мини-альбом D.masta): Песня «03. Фон».
- 2010 — «Здесь и сейчас» (альбом Децла): Песни «05. Лёд», «06. Перемены».
- 2010 — «От души душевно в душу» (альбом Бледнолицего Панамы): Песня «05. ДСП».
- 2011 — «Азимут» (совместный альбом Slim’а и группы «Константа»): Песня «13. В чём дело?».
- 2011 — «Добро пожаловать во Владивосток» (микстейп Bess’а): Песни «03. Бог любит всех людей», «06. 2008—2009», «13. Infinitum».
- 2011 — «Т.Г.К.липсис» (альбом группы «Триагрутрика»): Песня «07. На работу».
- 2011 — «Глубина» (альбом Рем Дигги): Песня «04. Чёрт».
- 2011 — Pay Day (альбом группы F.Y.P.M.): Песня «08. Коньяк».
- 2011 — «Во все тяжкие» (альбом Меззы): Песня «04. Оставь меня».
- 2011 — proDUCKtion кассета (альбом DJ Nik-One): Песни «05. Чувствуй это», «06. Никогда», «13. Чистый хип-хоп».
- 2011 — Style Protectaz (совместный альбом Fike’а и Jambazi): Песня «06. Money».
- 2011 — GNOY (альбом группы the Chemodan): Песня «02. Вороньё».
- 2012 — «Атака клонов» (микстейп Obe 1 Kanobe): Песня «03. Можем».
- 2012 — «Сердце льва 2» (микстейп Лиона): Песни «02. Делай, 07. Крутиться».
- 2012 — «Дорога домой» (альбом Витька): Песня «04. Путь в ковчег», «10. Горсть лепестков».
- 2012 — «Американщина 2» (альбом Карандаша): Песня «09. Соловьи».
- 2012 — «Сам и…» (альбом Guf’а): Песня «06. Наш почерк».
- 2013 — «Баста 4» (альбом Басты): Песня «07. Джузеппе».
- 2013 — «Тяжеловес» (альбом Jahmal’а): Песня «13. Район желтел».
- 2013 — «Фитиль» (мини-альбом группы «Чаян Фамали»): Песня «03. One Love».
- 2013 — «Выдох в город» (альбом Меззы): Песня «06. Она одна».
- 2014 — «Рок-н-рольщик» (мини-альбом D.masta): Песня «03. #ИграемЗаПитер».
- 2014 — Tati (альбом Тати): Песня «12. Шар».
- 2014 — «Свежий расслабон» (альбом Кравца): Песня «11. Вся моя братва».
- 2014 — «Оттепель» (альбом Словетского): Песня «9. С тобой».
- 2014 — «Граната» (совместный альбом Рем Дигги и Эф-Ди Вадима): Песня «8. Не верю».
- 2014 — Mixtape (совместный микстейп Check’a и BMB Spacekid’s): Песни «1. Возрождение», «06. Зеркальный город».
- 2016 — «Баста 5» (альбом Басты): Песня «01. Финальный матч», «02. Виски и кокаин».
- 2016 — «Джига» (альбом Джигана): Песня «08. Земля».
- 2017 — Zloi Negr — «ZLOI ПУТЬ» (feat. Schokk, D.Masta, Пика, Rigos, Миша Крупин, Твёрдый, L (iZReaL), Murovei, Баста, Yung Trappa, ILLA, C. CHEV, Yanix, Dino MC 47, I1, Слава КПСС, СД)
- 2017 — Zloi Negr — «Zloi Gaz Mix» (лонгмикс feat. D.Masta, Kevin2k, Yung Trappa, Скриптонит, Крип-а-Крип, Zloi Vlad, Сява, Гига1, Basic Boy, Ноггано, TOH, MVZE, Твёрдый, U-Rich, Энди Картрайт, Yanix, Markul, Face, Yad, Гурмэ, T-Fest, Словетский, SLOVO, неизвестность, Obladaet, Porchy, HARV3Y, Alphavite, Setk1, Anton AK)
- 2017 — «Любой ценой» (мини-альбом Жак-Энтони): Песня «04. Шаришь».
- 2018 — «Назад в будущее» (альбом Kizaru): Песня «Не беспокой».
- 2020 — «Дом, который построил Алик» (альбом Гуфа и Murovei): Песня «Улёт».

## Радио
- Смоки Мо на «Hip-Hop TV» 2008 (Next Fm)

## Видеография

### Видеоклипы
Как основной артист
- 2007 — «Сладкий туман» (уч. Le Truk)
- 2008 — «Моя духовная основа»
- 2009 — «Rock Money» (уч. Bess)
- 2010 — «Мой Rock»
- 2010 — «Братский коннект» (уч. Avatar Young Blaze, «П-13 Squad» (Berezin & Legion)
- 2011 — «Шорох в кустах» (уч. DJ Nik-One)
- 2011 — «Красная стрела» (уч. Guf)
- 2011 — «Игра в реальную жизнь» (+ Tony P. & DJ Nik One)
- 2011 — «Одинокая звезда»
- 2011 — «Я и мой кореш хип-хоп»
- 2011 — «Подруга рок-звезды»
- 2011 — «Мистер Винтаж»
- 2012 — «Вторник»
- 2012 — «На что ты способен» (уч. SAlex)
- 2012 — «Дымный Мо»
- 2013 — «Было и было»
- 2013 — «#ИграемЗаПитер» (уч. Кажэ Обойма, D.masta, Fike, Big D, Струч)
- 2013 — «Крепкий чай» (уч. Баста)
- 2013 — «Бабочки» (уч. Глюк’oZa)
- 2015 — «Ноздри» (prod. Скриптонит)
- 2017 — «Потерянный рай»
- 2017 — «Способ выйти из комы»
- 2017 — «Ни капли не жаль»
- 2017 — «Палладий»
- 2018 — «Макиавелли»
- 2019 — «Мозиарти»
- 2019 — «Дважды»
- 2019 — «Белый блюз»

Проект «Баста / Смоки Мо»
- 2014 — «Каменные цветы» (уч. Елена Ваенга)
- 2014 — «Старая школа»
- 2015 — «Аллилуйя»
- 2015 — «Лёд» (уч. Скриптонит)
- 2015 — «Музыка мафия»
- 2015 — «Миллионер из трущоб» (уч. Скриптонит)

Как приглашённый артист
- 2008 — «Трафик» (Centr при уч. Смоки Мо)
- 2008 — «Жара / Крыши горят уже» (Dead Poets при уч. Смоки Мо)
- 2009 — «Игра в реальную жизнь» (DJ Nik-One при уч. Смоки Мо, Tony P)
- 2009 — «Всё ровно» (DJ Nik-One при уч. Смоки Мо, Джиган)
- 2009 — «Hustle» / «Крутиться» (Лион при уч. Смоки Мо)
- 2011 — «Оставь меня» (Mezza Morta при уч. Jamille, Смоки Мо)
- 2011 — «Да или нет» (Кирилл Седой при уч. Смоки Мо)
- 2011 — «В чём дело?» (DJ Nik-One при уч. Slovetskii, Смоки Мо, Slim, Лигалайз)
- 2012 — «На работу» («Триагрутрика» при уч. Смоки Мо)
- 2012 — «Свобода» (Баста при уч. Словетский, Тати, Билли)
- 2013 — «One Love» («Чаян Фамали» при уч. Смоки Мо)
- 2014 — «Шар» (Тати при уч. Баста, Смоки Мо)
- 2015 — «Отрывки из стихов» (Арнольд & Смоки Мо — Памяти Арнольда)
- 2017 — «Локоны» (Lil Kate при уч. Смоки Мо)

### Приглашения на концерты
- 2011 — «Hip-Hop All Stars 2011»
- 2012 — «Hip-Hop All Stars 2012»
- 2013 — «Hip-Hop All Stars 2013»
- 2013 — «#GazgolderLive — Сочи»
- 2013 — «#GazgolderLive — Нижний Новгород» (уч. DJ Mixoid)
- 2014 — «Приглашение на тур в поддержку фильма Gazgolder»
- 2014 — «Приглашение в „Зелёный театр“ 2014» (уч. Баста, Тати)
- 2014 — «#БандаГаза» (уч. Tony Tonite)